# Unione Sportiva Sarzanese 1906 1988-1989
Questa voce raccoglie le informazioni riguardanti l'Unione Sportiva Sarzanese 1906 nelle competizioni ufficiali della stagione 1988-1989.

## Rosa
| N. |                   | Ruolo | Calciatore          |  |
| -- | ----------------- | ----- | ------------------- |  |
|    | Italia (bandiera) | A     | Davide Belletti     |  |
|    | Italia (bandiera) | D     | Romeo Bigarani      |  |
|    | Italia (bandiera) | A     | Marco Cacciatori    |  |
|    | Italia (bandiera) | D     | Pierangelo Carletti |  |
|    | Italia (bandiera) | C     | Paolo Cucurnia      |  |
|    | Italia (bandiera) | D     | Paolo Fini          |  |
|    | Italia (bandiera) | D     | Riccardo Giannini   |  |
|    | Italia (bandiera) | D     | Fabrizio Gozzi      |  |
|    | Italia (bandiera) | P     | Massimo Lupi        |  |

| N. |                   | Ruolo | Calciatore         |
| -- | ----------------- | ----- | ------------------ |
|    | Italia (bandiera) | C     | Maurizio Macchioni |
|    | Italia (bandiera) | P     | Andrea Mazzantini  |
|    | Italia (bandiera) | C     | Paolo Menconi      |
|    | Italia (bandiera) | C     | Fabrizio Nuti      |
|    | Italia (bandiera) |       | Orrico             |
|    | Italia (bandiera) | D     | Marco Rebughini    |
|    | Italia (bandiera) | C     | Alfio Romiti       |
|    | Italia (bandiera) | C     | Mauro Sardi        |
|    | Italia (bandiera) | C     | Pierpaolo Vignali  |